# Projan
Projan (Projan en gascon) est une commune française située dans le sud-ouest du département du Gers en région Occitanie. Sur le plan historique et culturel, la commune est dans le pays de Rivière-Basse, un territoire qui s’allonge dans la moyenne vallée de l’Adour, à l’endroit où le fleuve marque un coude entre Bigorre et Gers.
Exposée à un climat océanique altéré, elle est drainée par le Léez, le Larcis, le Léez et par divers autres petits cours d'eau.
Projan est une commune rurale qui compte 182 habitants en 2022, après avoir connu un pic de population de 466 habitants en 1856.  Elle fait partie de l'aire d'attraction d'Aire-sur-l'Adour. Ses habitants sont appelés les Projanais ou  Projanaises.

## Géographie

### Localisation
Projan est une commune de Gascogne limitrophe avec les départements des Landes et des Pyrénées-Atlantiques.

### Communes limitrophes
Les communes limitrophes sont  Aurensan, Lannux, Moncla, Saint-Agnet, Sarron, Ségos et Verlus.
| Ségos                | Lannux                        | Aurensan |
| Saint-Agnet (Landes) | Projan                        | Verlus   |
| Sarron (Landes)      | Moncla (Pyrénées-Atlantiques) |          |

### Géologie et relief
Projan se situe en zone de sismicité 2 (sismicité faible).

### Hydrographie

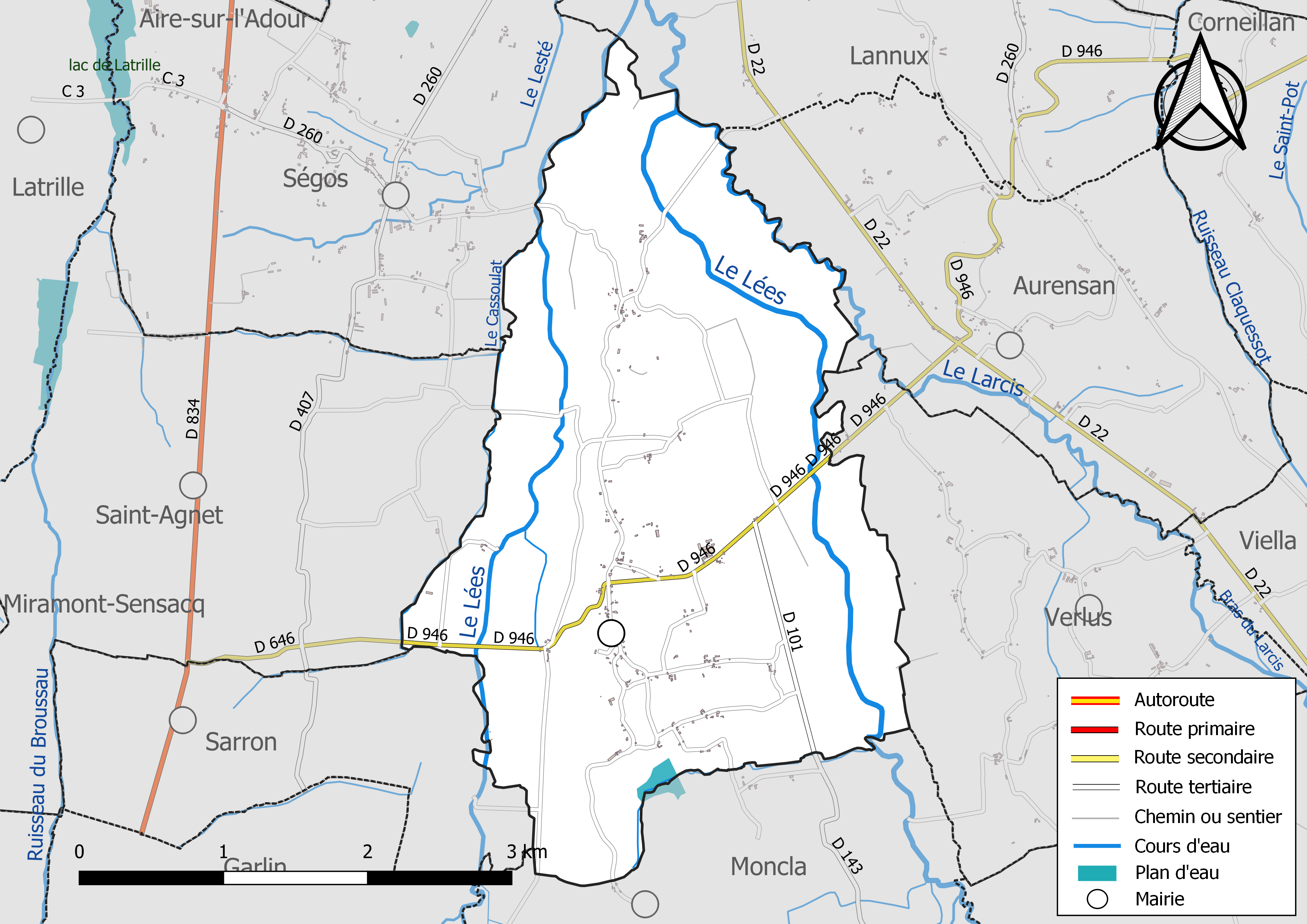
Réseaux hydrographique et routier de Projan.

La commune est dans le bassin de l'Adour, au sein du bassin hydrographique Adour-Garonne. Elle est drainée par le Léès, le Larcis, le Léès, le Cassoulat et par divers petits cours d'eau, qui constituent un réseau hydrographique de 15 km de longueur totale,.
Le Léès, d'une longueur totale de 39,1 km, prend sa source dans la commune de Sedzère et s'écoule vers le nord. Il traverse la commune et se jette dans le Léez à Lannux, après avoir traversé 21 communes.
Le Larcis, d'une longueur totale de 34,8 km, prend sa source dans la commune de Luc-Armau et s'écoule vers le nord-ouest. Il traverse la commune et se jette dans le Léez sur le territoire communal, après avoir traversé 20 communes.
Le Léès, d'une longueur totale de 39,1 km, prend sa source dans la commune de Sedzère et s'écoule vers le nord. Il traverse la commune et se jette dans le Léez à Lannux, après avoir traversé 21 communes.

### Climat
Pour des articles plus généraux, voir Climat de l'Occitanie et Climat du Gers.
En 2010, le climat de la commune est de type climat océanique altéré, selon une étude s'appuyant sur une série de données couvrant la période 1971-2000. En 2020, Météo-France publie une typologie des climats de la France métropolitaine dans laquelle la commune est dans une zone de transition entre le climat océanique et le climat océanique altéré et est dans la région climatique Aquitaine, Gascogne, caractérisée par une pluviométrie abondante au printemps, modérée en automne, un faible ensoleillement au printemps, un été chaud (19,5 °C), des vents faibles, des brouillards fréquents en automne et en hiver et des orages fréquents en été (15 à 20 jours).
Pour la période 1971-2000, la température annuelle moyenne est de 13,4 °C, avec une amplitude thermique annuelle de 14,5 °C. Le cumul annuel moyen de précipitations est de 1 033 mm, avec 11,4 jours de précipitations en janvier et 7,5 jours en juillet. Pour la période 1991-2020, la température moyenne annuelle observée sur la station météorologique la plus proche, située sur la commune de Maumusson-Laguian à 11 km à vol d'oiseau, est de 14,1 °C et le cumul annuel moyen de précipitations est de 1 021,5 mm,. Pour l'avenir, les paramètres climatiques de la commune estimés pour 2050 selon différents scénarios d'émission de gaz à effet de serre sont consultables sur un site dédié publié par Météo-France en novembre 2022.

### Milieux naturels et biodiversité
Aucun espace naturel présentant un intérêt patrimonial n'est recensé sur la commune dans l'inventaire national du patrimoine naturel,,.

## Urbanisme

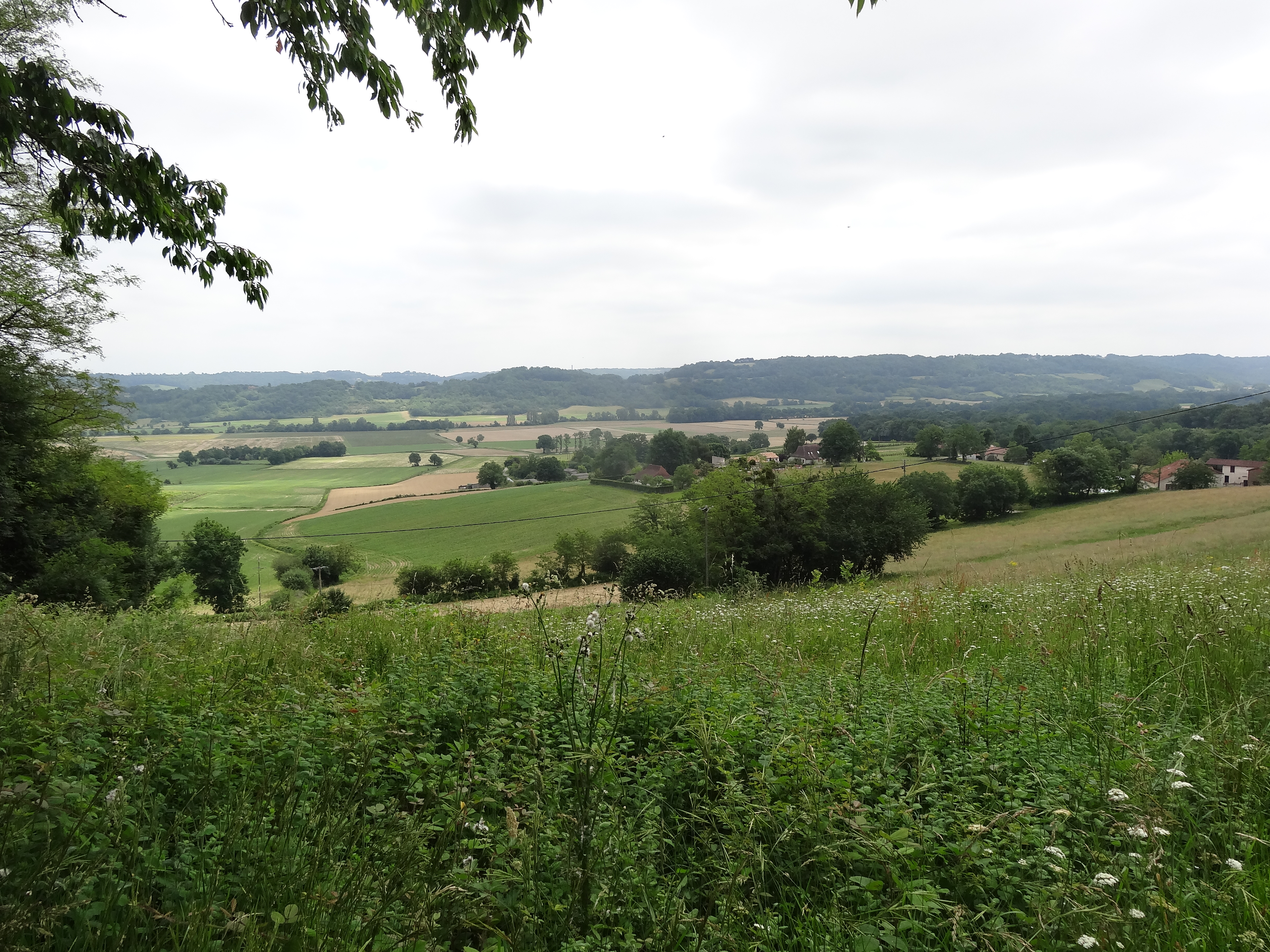
La commune s'inscrit dans un cadre rural.

### Typologie
Au 1er janvier 2024, Projan est catégorisée commune rurale à habitat dispersé, selon la nouvelle grille communale de densité à sept niveaux définie par l'Insee en 2022.
Elle est située hors unité urbaine. Par ailleurs la commune fait partie de l'aire d'attraction d'Aire-sur-l'Adour, dont elle est une commune de la couronne,. Cette aire, qui regroupe 23 communes, est catégorisée dans les aires de moins de 50 000 habitants,.

### Occupation des sols
L'occupation des sols de la commune, telle qu'elle ressort de la base de données européenne d’occupation biophysique des sols Corine Land Cover (CLC), est marquée par l'importance des territoires agricoles (88,6 % en 2018), une proportion identique à celle de 1990 (88,6 %). La répartition détaillée en 2018 est la suivante : 
terres arables (72,3 %), forêts (11,4 %), zones agricoles hétérogènes (10,3 %), prairies (6 %). L'évolution de l’occupation des sols de la commune et de ses infrastructures peut être observée sur les différentes représentations cartographiques du territoire : la carte de Cassini (XVIIIe siècle), la carte d'état-major (1820-1866) et les cartes ou photos aériennes de l'IGN pour la période actuelle (1950 à aujourd'hui).

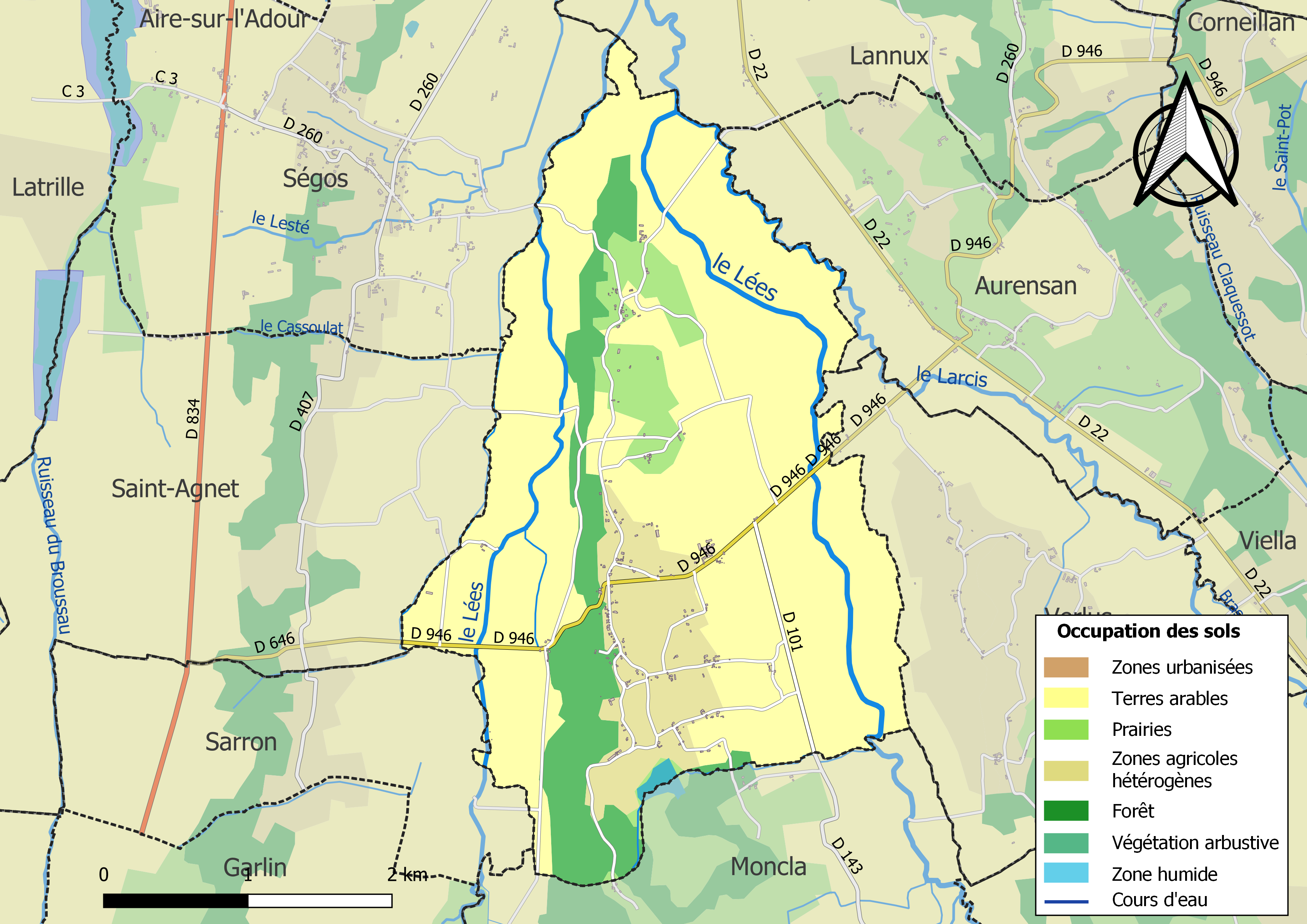
Carte des infrastructures et de l'occupation des sols de la commune en 2018 (CLC).

### Voies de communication et transports

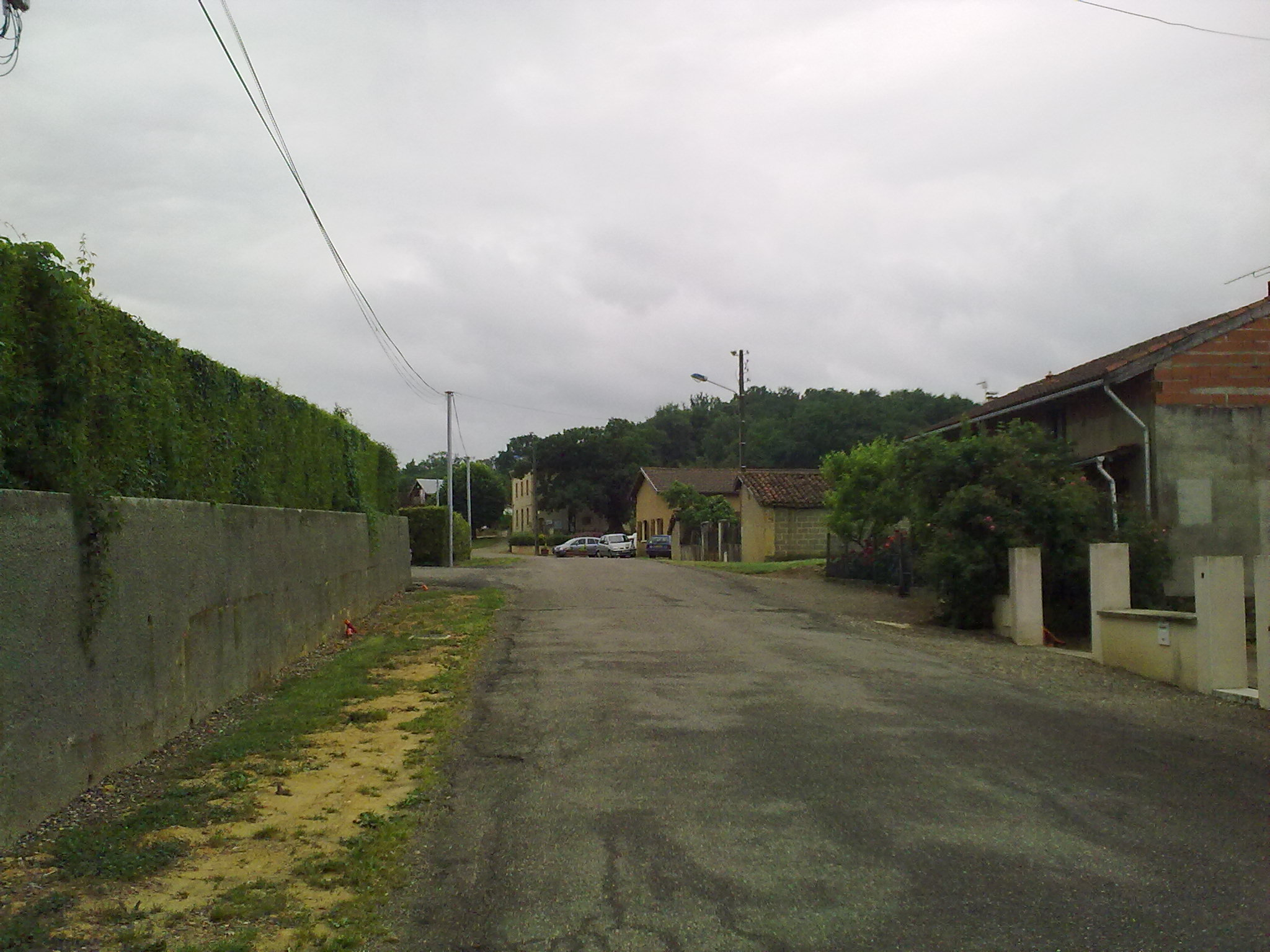
Rue principale en 2010.

### Risques majeurs
Le territoire de la commune de Projan est vulnérable à différents aléas naturels : météorologiques (tempête, orage, neige, grand froid, canicule ou sécheresse) et séisme (sismicité faible). Un site publié par le BRGM permet d'évaluer simplement et rapidement les risques d'un bien localisé soit par son adresse soit par le numéro de sa parcelle.

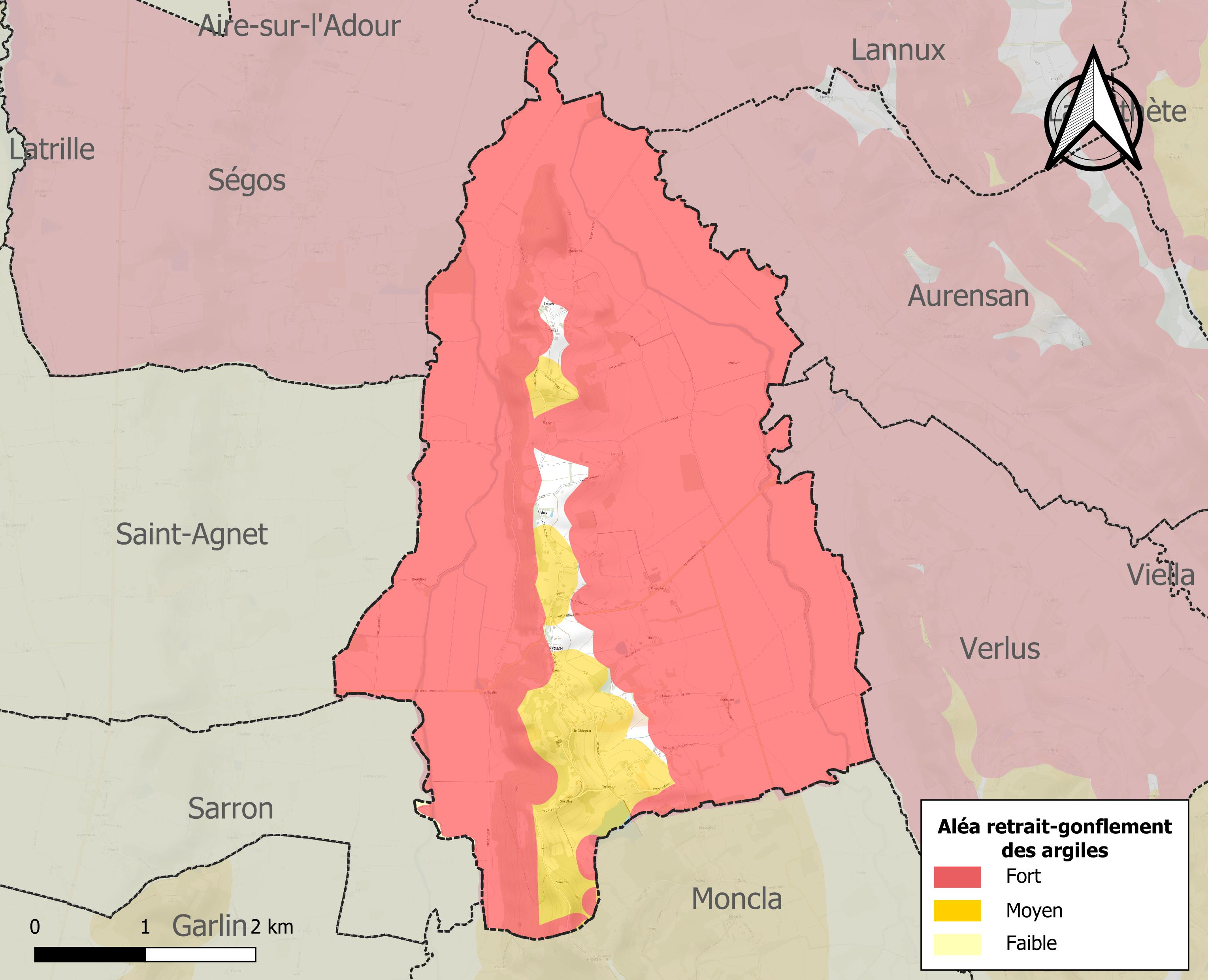
Carte des zones d'aléa retrait-gonflement des sols argileux de Projan.

Le retrait-gonflement des sols argileux est susceptible d'engendrer des dommages importants aux bâtiments en cas d’alternance de périodes de sécheresse et de pluie. 97,6 % de la superficie communale est en aléa moyen ou fort (94,5 % au niveau départemental et 48,5 % au niveau national). Sur les 91 bâtiments dénombrés sur la commune en 2019, 79 sont en aléa moyen ou fort, soit 87 %, à comparer aux 93 % au niveau départemental et 54 % au niveau national. Une cartographie de l'exposition du territoire national au retrait gonflement des sols argileux est disponible sur le site du BRGM,.
Par ailleurs, afin de mieux appréhender le risque d’affaissement de terrain, l'inventaire national des cavités souterraines permet de localiser celles situées sur la commune.
La commune a été reconnue en état de catastrophe naturelle au titre des dommages causés par les inondations et coulées de boue survenues en 1999, 2007 et 2009. Concernant les mouvements de terrains, la commune a été reconnue en état de catastrophe naturelle au titre des dommages causés par la sécheresse en 1989 et 2017 et par des mouvements de terrain en 1999.

### Manifestations culturelles et festivités

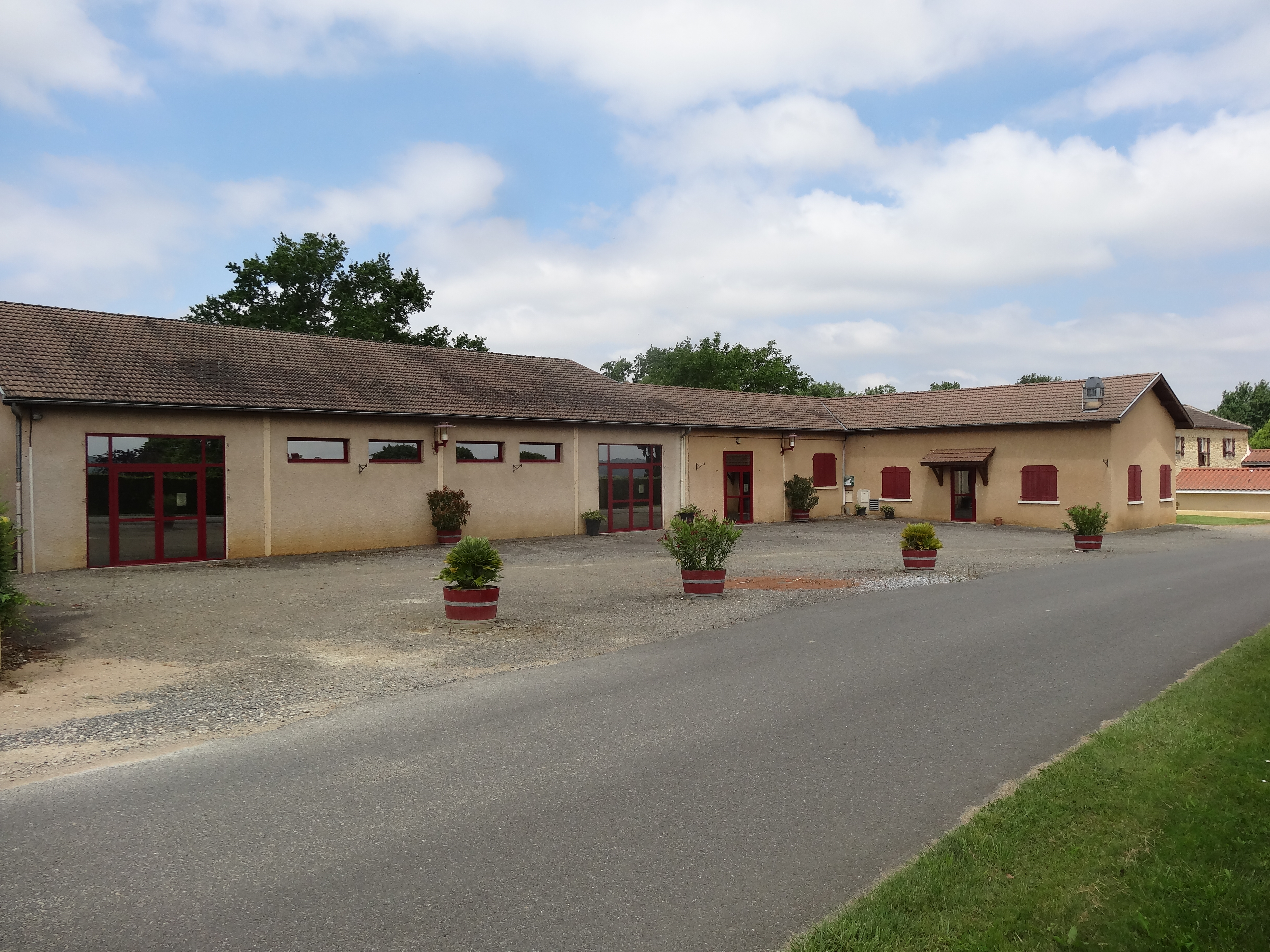
La salle des fêtes.

## Politique et administration

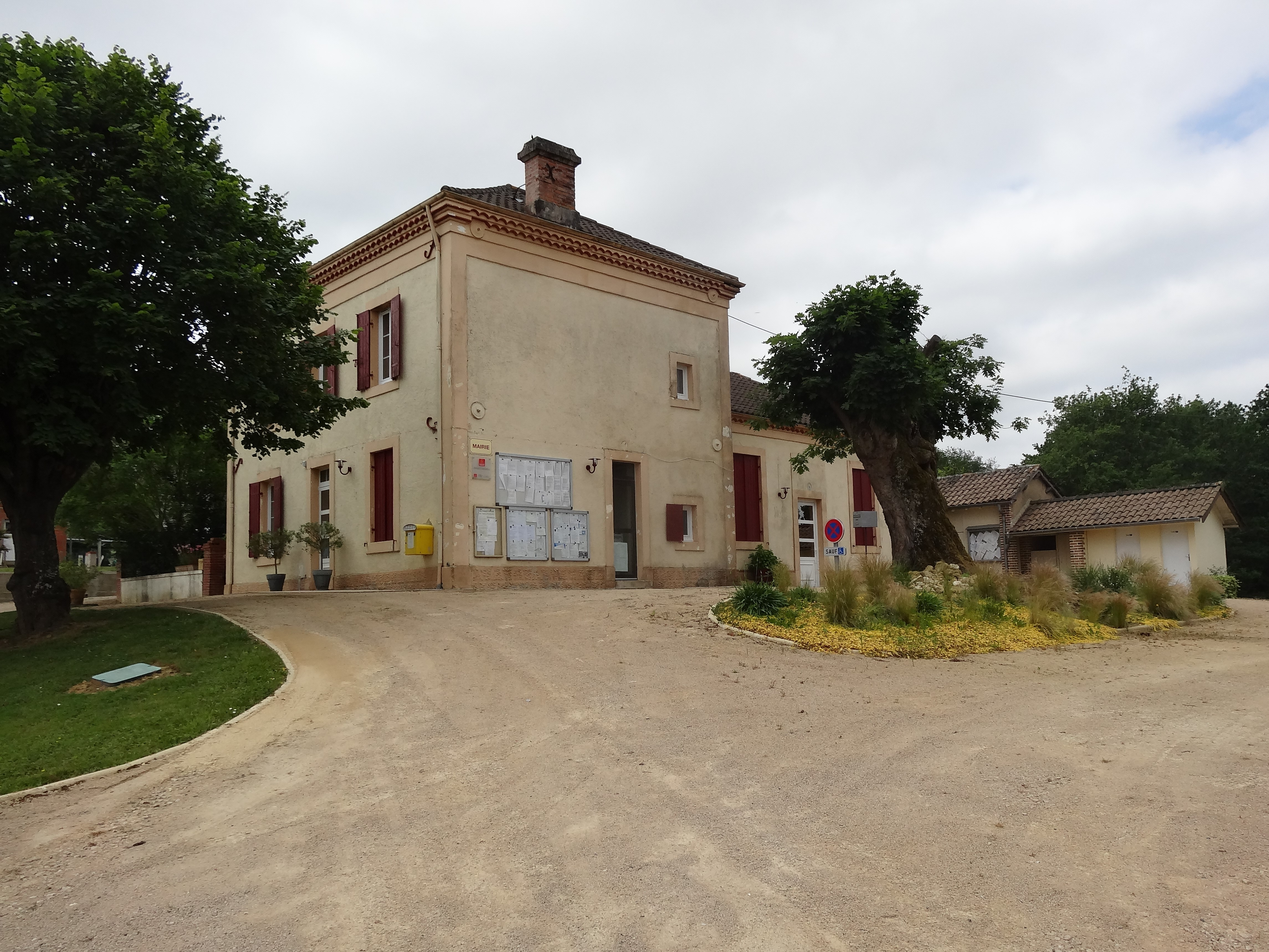
La mairie.

### Liste des maires
| Période                                  | Période  | Identité        | Étiquette | Qualité     |
| ---------------------------------------- | -------- | --------------- | --------- | ----------- |
| mars 2001                                | En cours | Jacques Pargade | PS        | Agriculteur |
| Les données manquantes sont à compléter. |          |                 |           |             |

## Population et société

### Démographie
L'évolution du nombre d'habitants est connue à travers les recensements de la population effectués dans la commune depuis 1793. Pour les communes de moins de 10 000 habitants, une enquête de recensement portant sur toute la population est réalisée tous les cinq ans, les populations de référence des années intermédiaires étant quant à elles estimées par interpolation ou extrapolation. Pour la commune, le premier recensement exhaustif entrant dans le cadre du nouveau dispositif a été réalisé en 2007.

En 2022, la commune comptait 182 habitants, en évolution de +1,11 % par rapport à 2016 (Gers : +1,04 %, France hors Mayotte : +2,11 %).
| 1793 | 1800 | 1806 | 1821 | 1831 | 1841 | 1846 | 1851 | 1856 |
| ---- | ---- | ---- | ---- | ---- | ---- | ---- | ---- | ---- |
| 334  | 309  | 363  | 375  | 416  | 418  | 414  | 382  | 466  |

| 1861 | 1866 | 1872 | 1876 | 1881 | 1886 | 1891 | 1896 | 1901 |
| ---- | ---- | ---- | ---- | ---- | ---- | ---- | ---- | ---- |
| 439  | 404  | 402  | 381  | 361  | 359  | 344  | 341  | 300  |

| 1906 | 1911 | 1921 | 1926 | 1931 | 1936 | 1946 | 1954 | 1962 |
| ---- | ---- | ---- | ---- | ---- | ---- | ---- | ---- | ---- |
| 340  | 300  | 279  | 239  | 243  | 225  | 230  | 206  | 216  |

| 1968 | 1975 | 1982 | 1990 | 1999 | 2006 | 2007 | 2012 | 2017 |
| ---- | ---- | ---- | ---- | ---- | ---- | ---- | ---- | ---- |
| 197  | 154  | 140  | 172  | 142  | 146  | 146  | 162  | 184  |

| 2022 | - | - | - | - | - | - | - | - |
| ---- | - | - | - | - | - | - | - | - |
| 182  | - | - | - | - | - | - | - | - |

### Enseignement
Projan fait partie de l'académie de Toulouse.

## Économie

### Revenus
En 2018  (données Insee publiées en septembre 2021), la commune compte 69 ménages fiscaux, regroupant 173 personnes. La médiane du revenu disponible par unité de consommation est de 19 450 € (20 820 € dans le département).

### Emploi
|                | 2008  | 2013   | 2018  |
| -------------- | ----- | ------ | ----- |
| Commune        | 4,7 % | 10,8 % | 9,1 % |
| Département    | 6,1 % | 7,5 %  | 8,2 % |
| France entière | 8,3 % | 10 %   | 10 %  |

En 2018, la population âgée de 15 à 64 ans s'élève à 109 personnes, parmi lesquelles on compte 80 % d'actifs (70,9 % ayant un emploi et 9,1 % de chômeurs) et 20 % d'inactifs,. En  2018, le taux de chômage communal (au sens du recensement) des 15-64 ans est supérieur à celui du département, mais inférieur à celui de la France, alors qu'il était inférieur à celui du département et de la France en 2008.
La commune fait partie de la couronne de l'aire d'attraction d'Aire-sur-l'Adour, du fait qu'au moins 15 % des actifs travaillent dans le pôle,. Elle compte 24 emplois en 2018, contre 31 en 2013 et 23 en 2008. Le nombre d'actifs ayant un emploi résidant dans la commune est de 82, soit un indicateur de concentration d'emploi de 29,4 % et un taux d'activité parmi les 15 ans ou plus de 62,2 %.
Sur ces 82 actifs de 15 ans ou plus ayant un emploi, 19 travaillent dans la commune, soit 23 % des habitants. Pour se rendre au travail, 90,2 % des habitants utilisent un véhicule personnel ou de fonction à quatre roues, 1,2 % les transports en commun, 3,6 % s'y rendent en deux-roues, à vélo ou à pied et 4,9 % n'ont pas besoin de transport (travail au domicile).

### Activités hors agriculture
13 établissements sont implantés  à Projan au 31 décembre 2019.
Le secteur des activités spécialisées, scientifiques et techniques et des activités de services administratifs et de soutien est prépondérant sur la commune puisqu'il représente 38,5 % du nombre total d'établissements de la commune (5 sur les 13 entreprises implantées  à Projan), contre 14,4 % au niveau départemental.

### Agriculture
|               | 1988 | 2000 | 2010 | 2020 |
| ------------- | ---- | ---- | ---- | ---- |
| Exploitations | 25   | 13   | 11   | 9    |
| SAU (ha)      | 577  | 669  | 698  | 715  |

La commune est dans la Rivière Basse, une petite région agricole occupant une partie ouest du département du Gers. En 2020, l'orientation technico-économique de l'agriculture  sur la commune est la culture de céréales et/ou d'oléoprotéagineuses. Neuf exploitations agricoles ayant leur siège dans la commune sont dénombrées lors du recensement agricole de 2020 (25 en 1988). La superficie agricole utilisée est de 715 ha,,.

## Culture locale et patrimoine

### Lieux et monuments
- L'église Saint-Martin.

L'église Saint-Martin
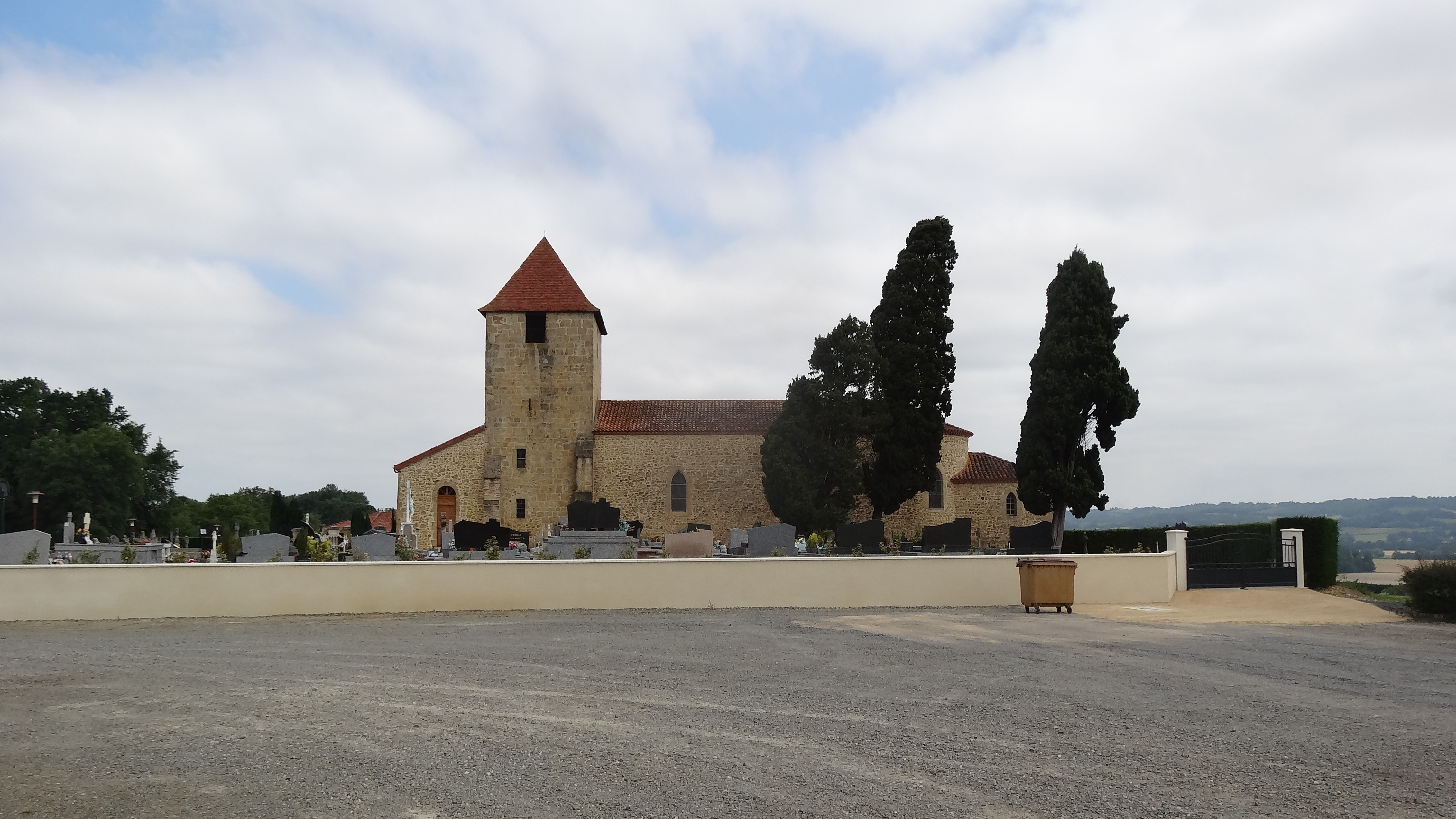
L'église et le cimetière adjacent.
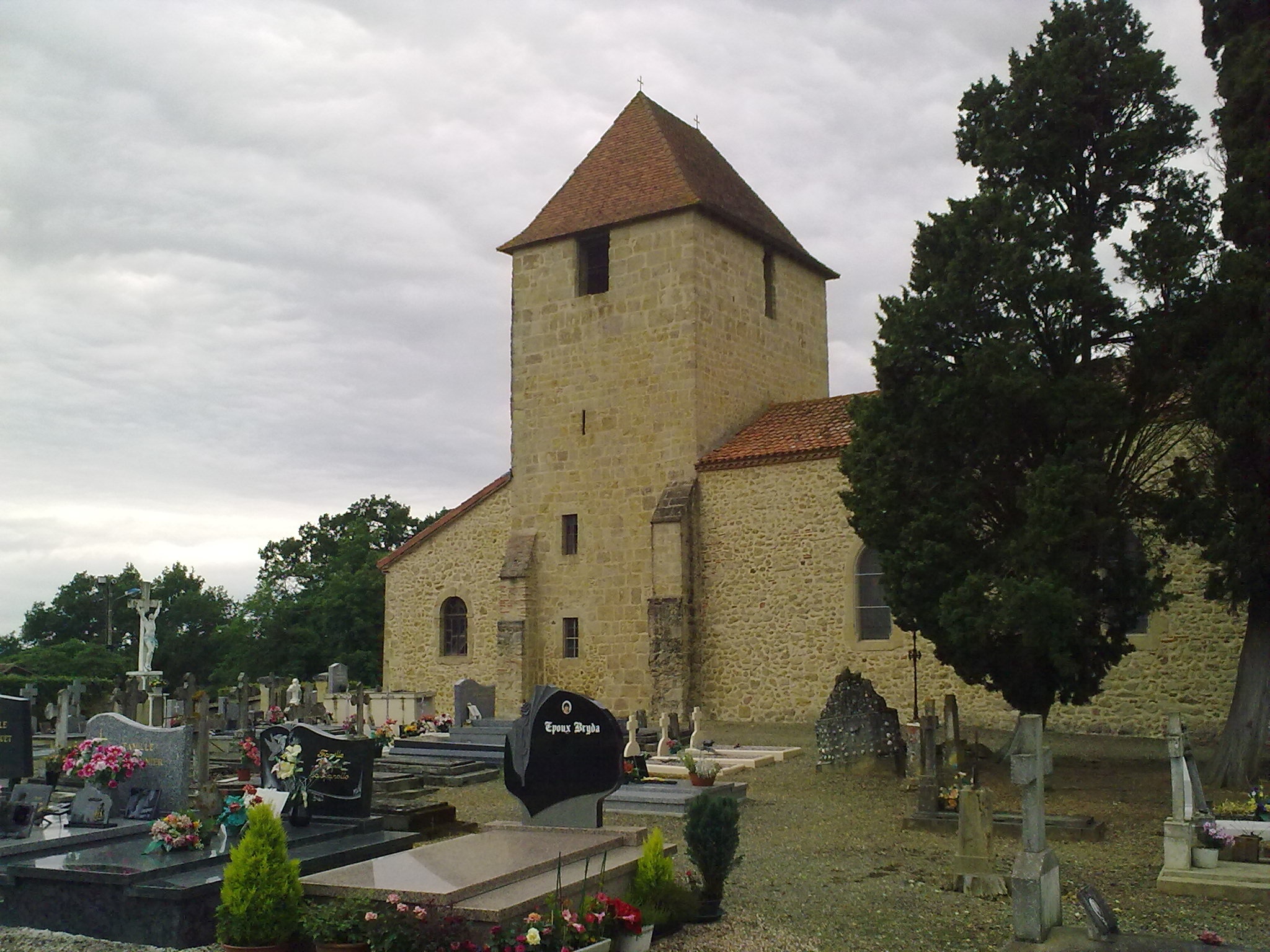
Vue rapprochée.
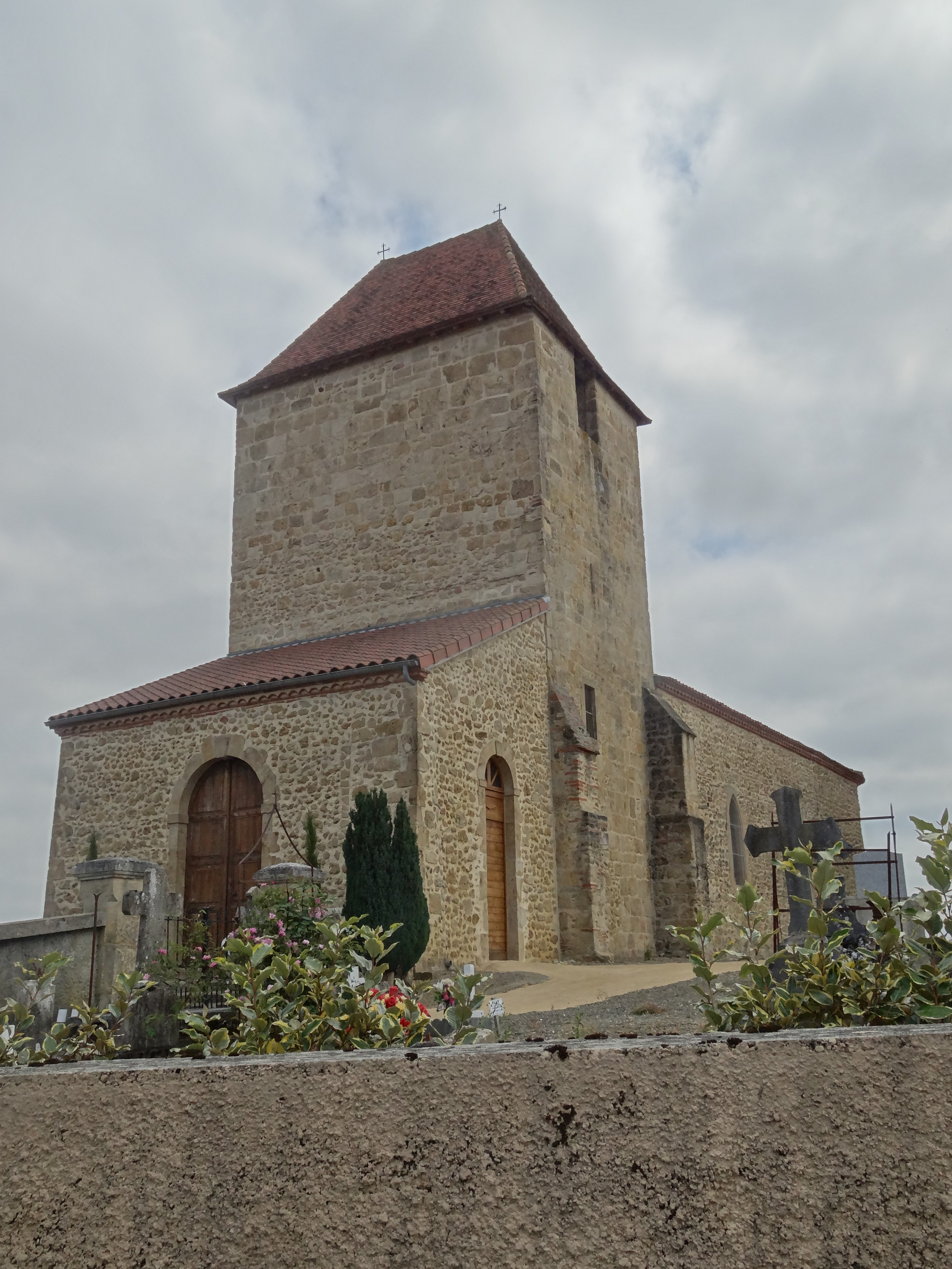
Ensemble original formé par le clocher et le porche.
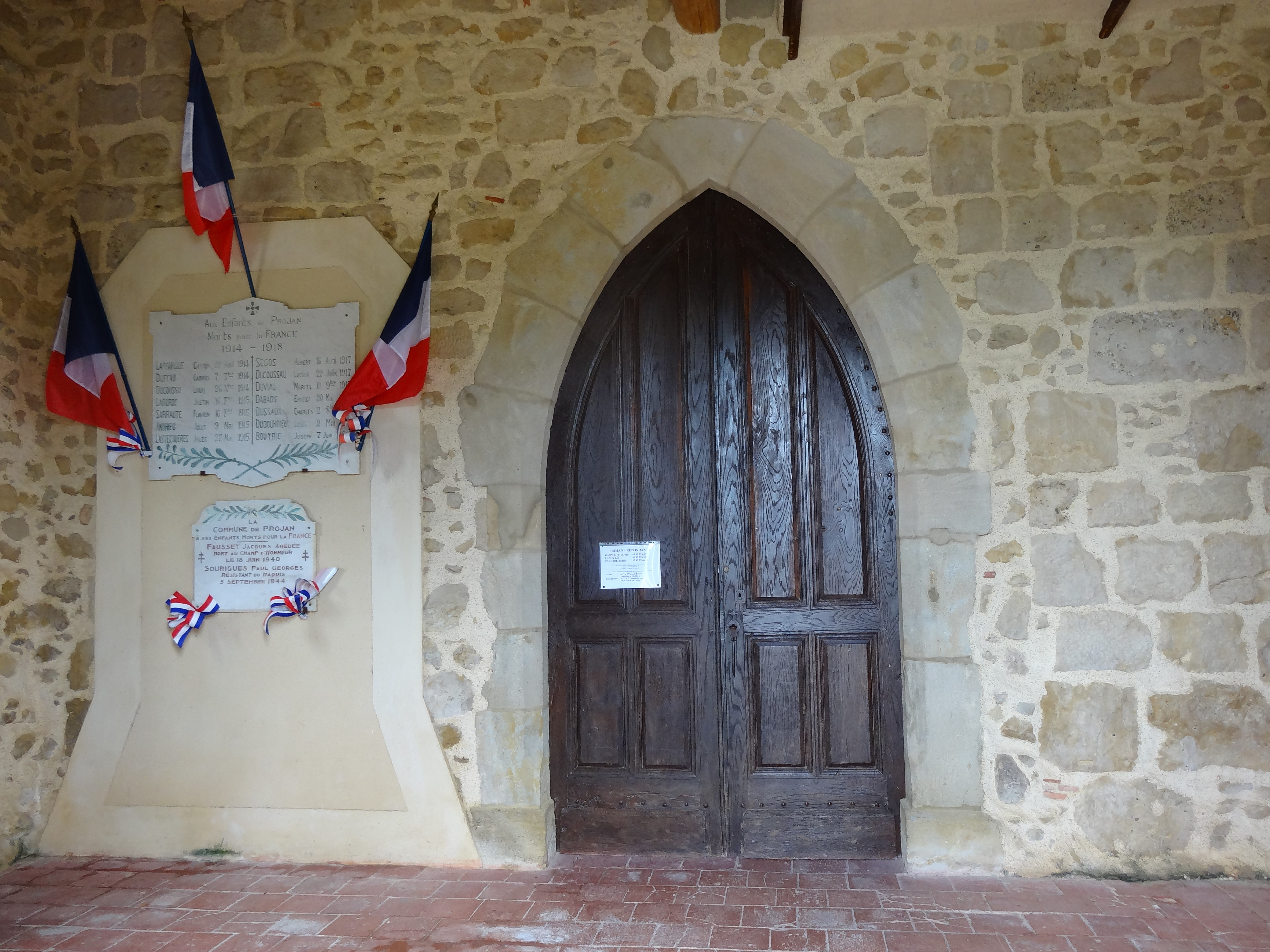
Le porche abrite le monument aux morts.
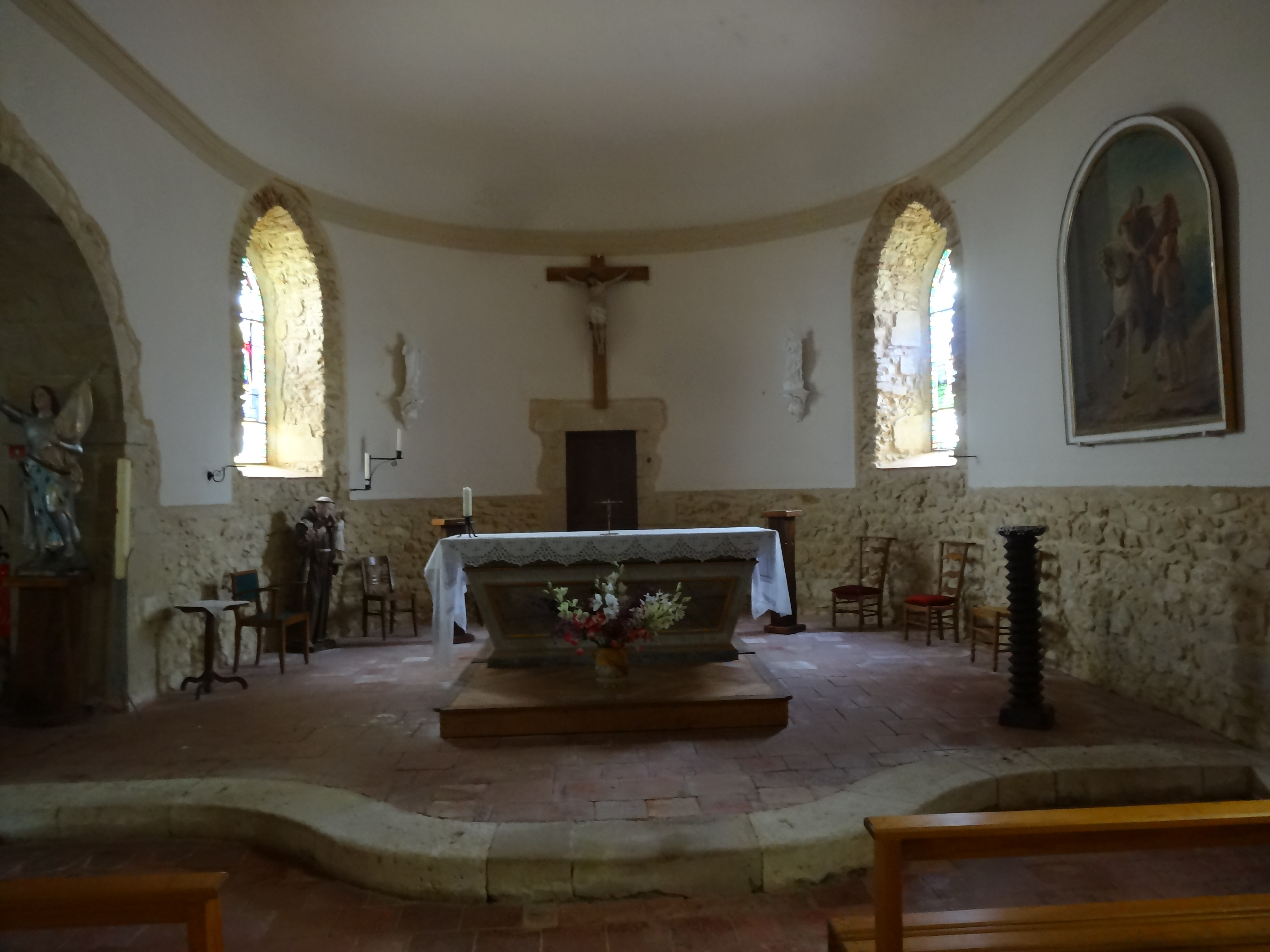
Le chœur.
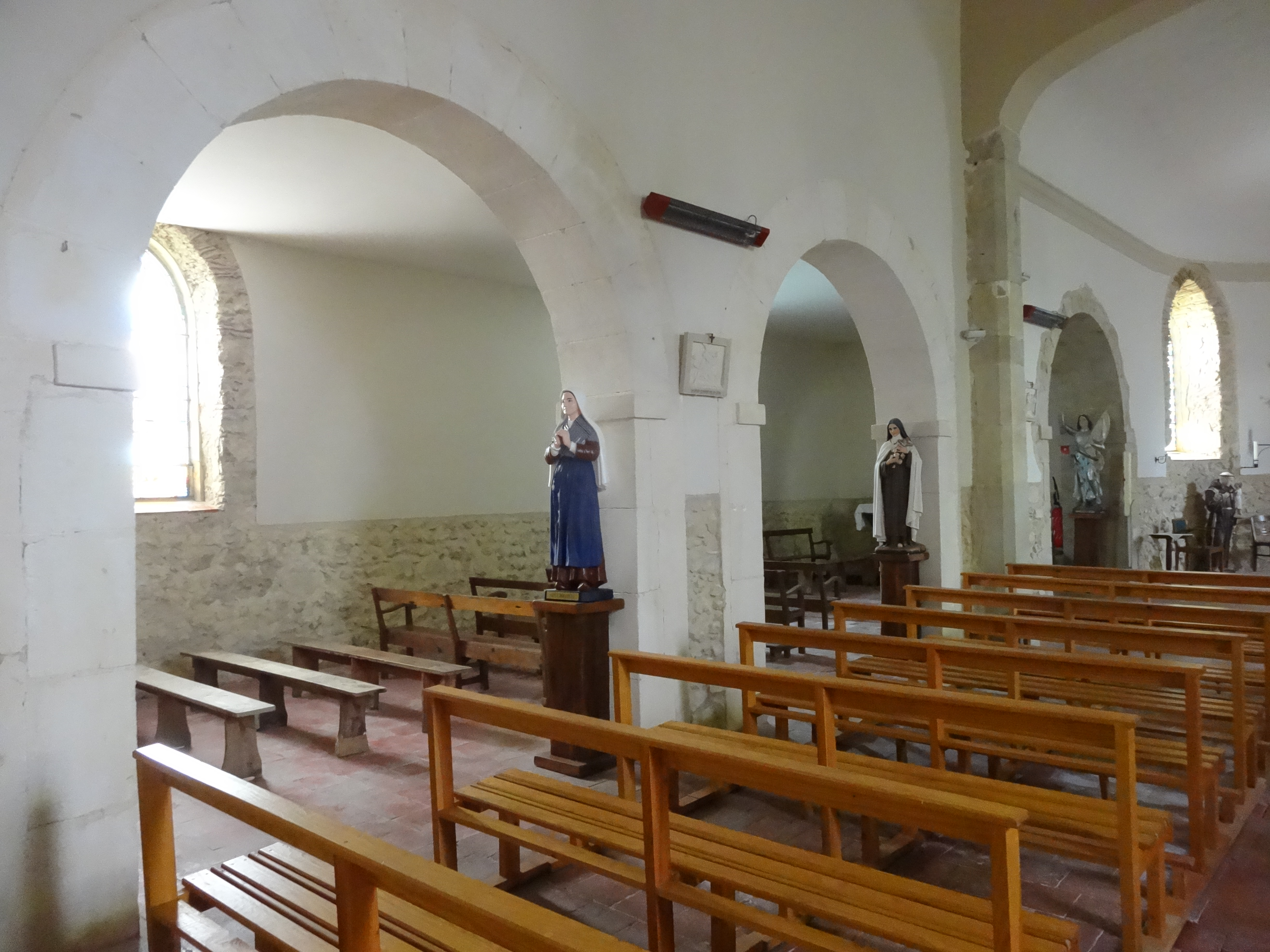
La nef et son bas-côté.
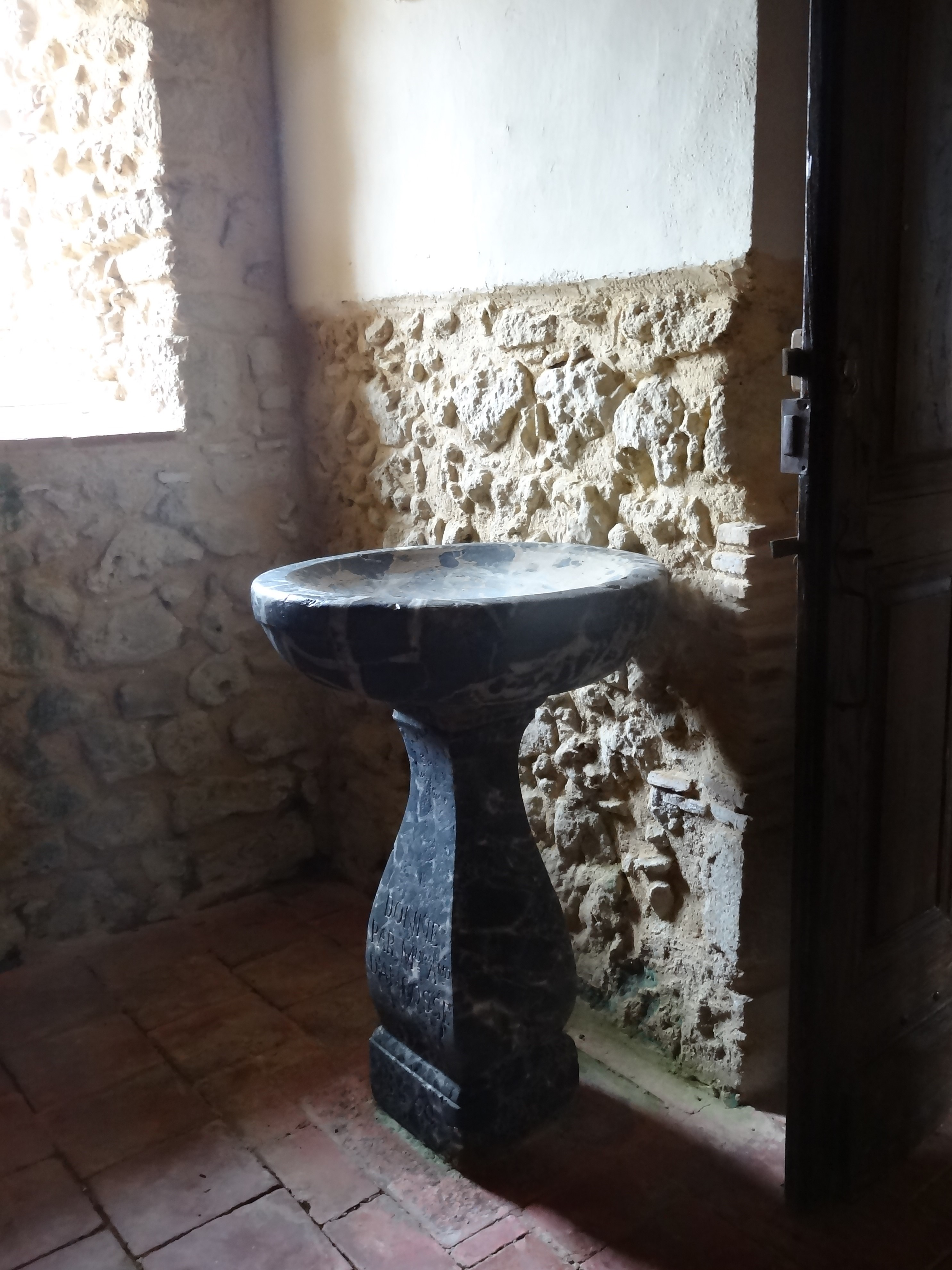
Les fonts baptismaux.
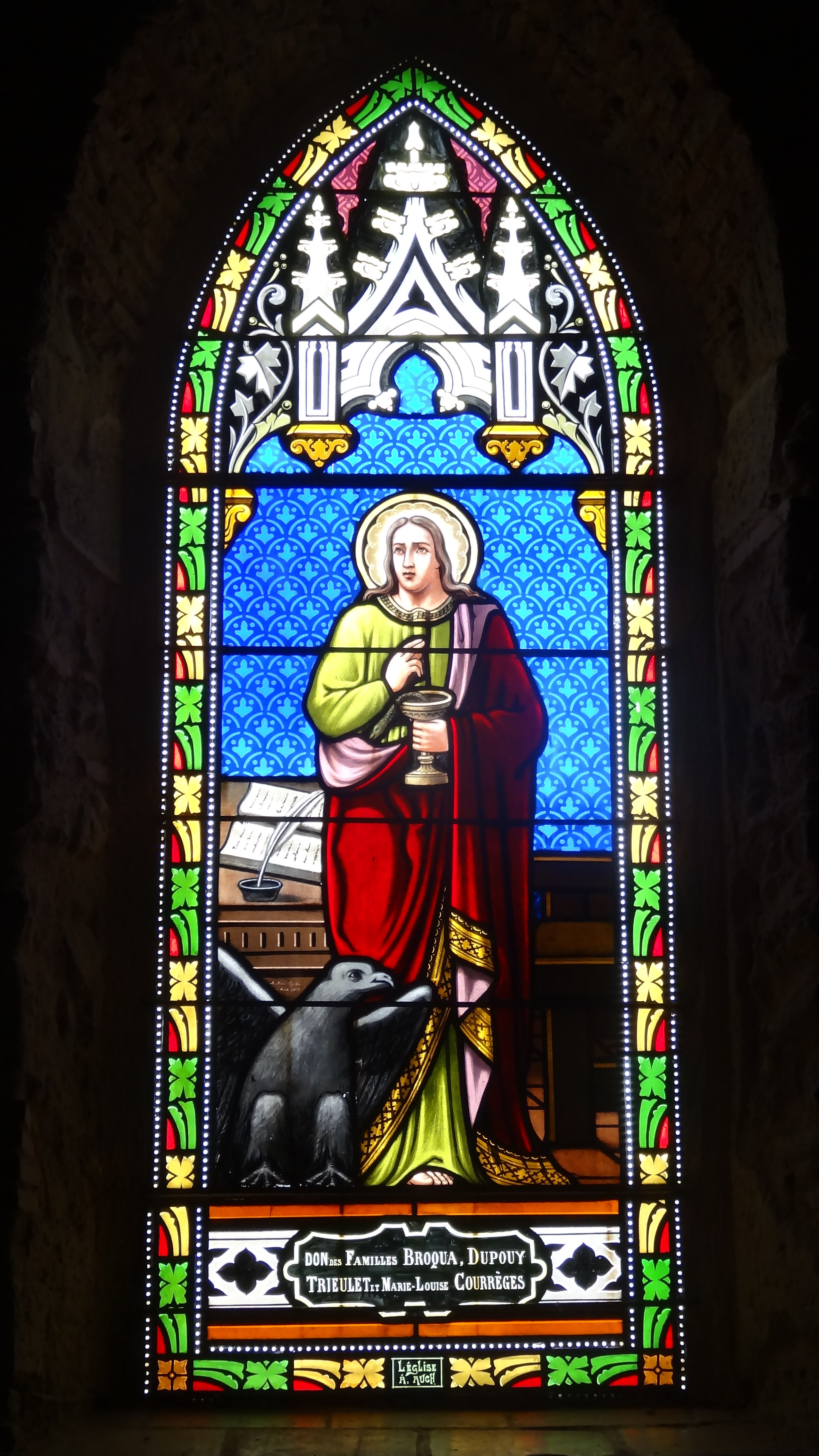
Vitrail.
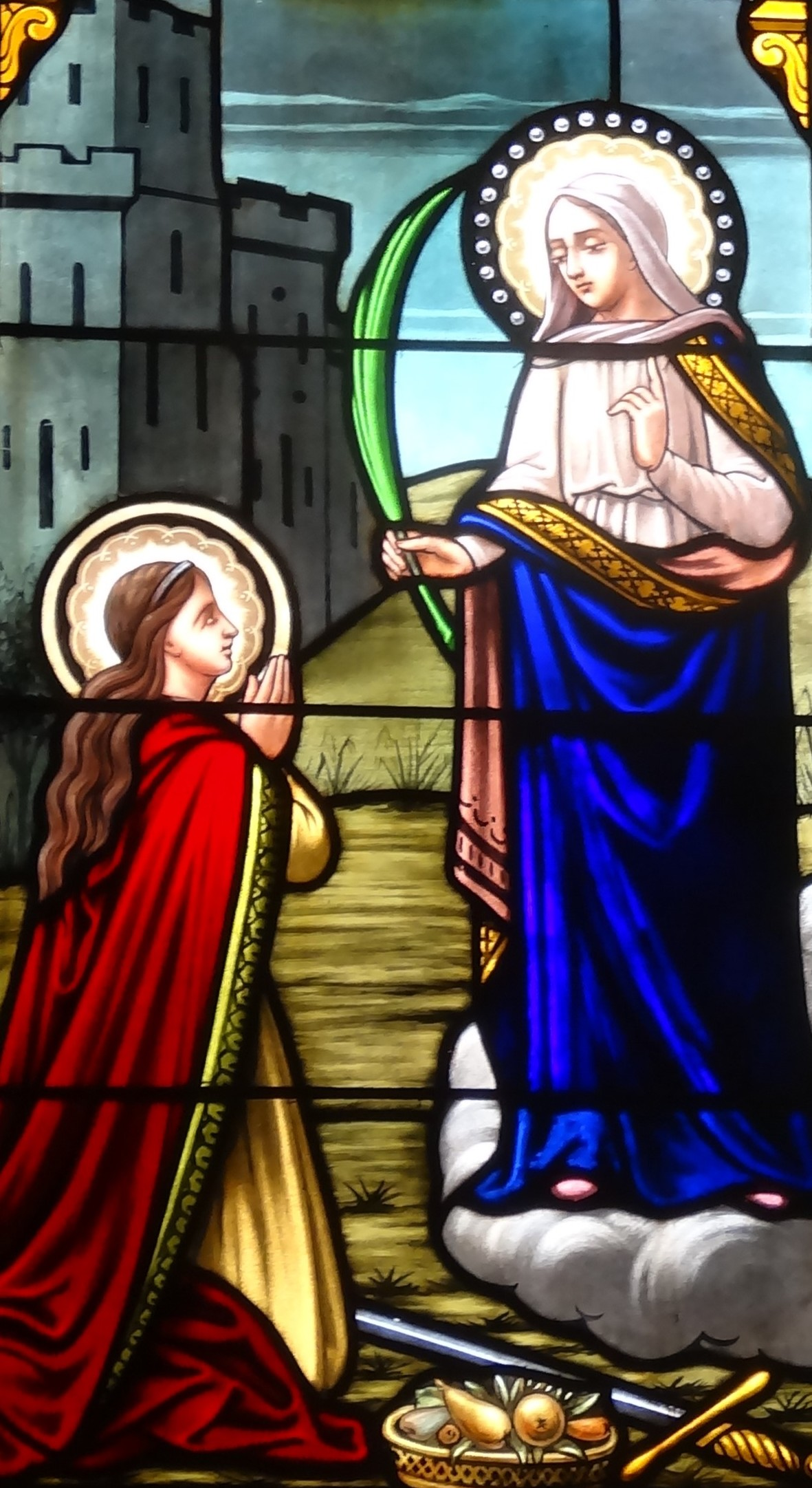
Scène de vitrail.

- Le château de Projan converti en un hôtel 3 étoiles.

Le château de Projan
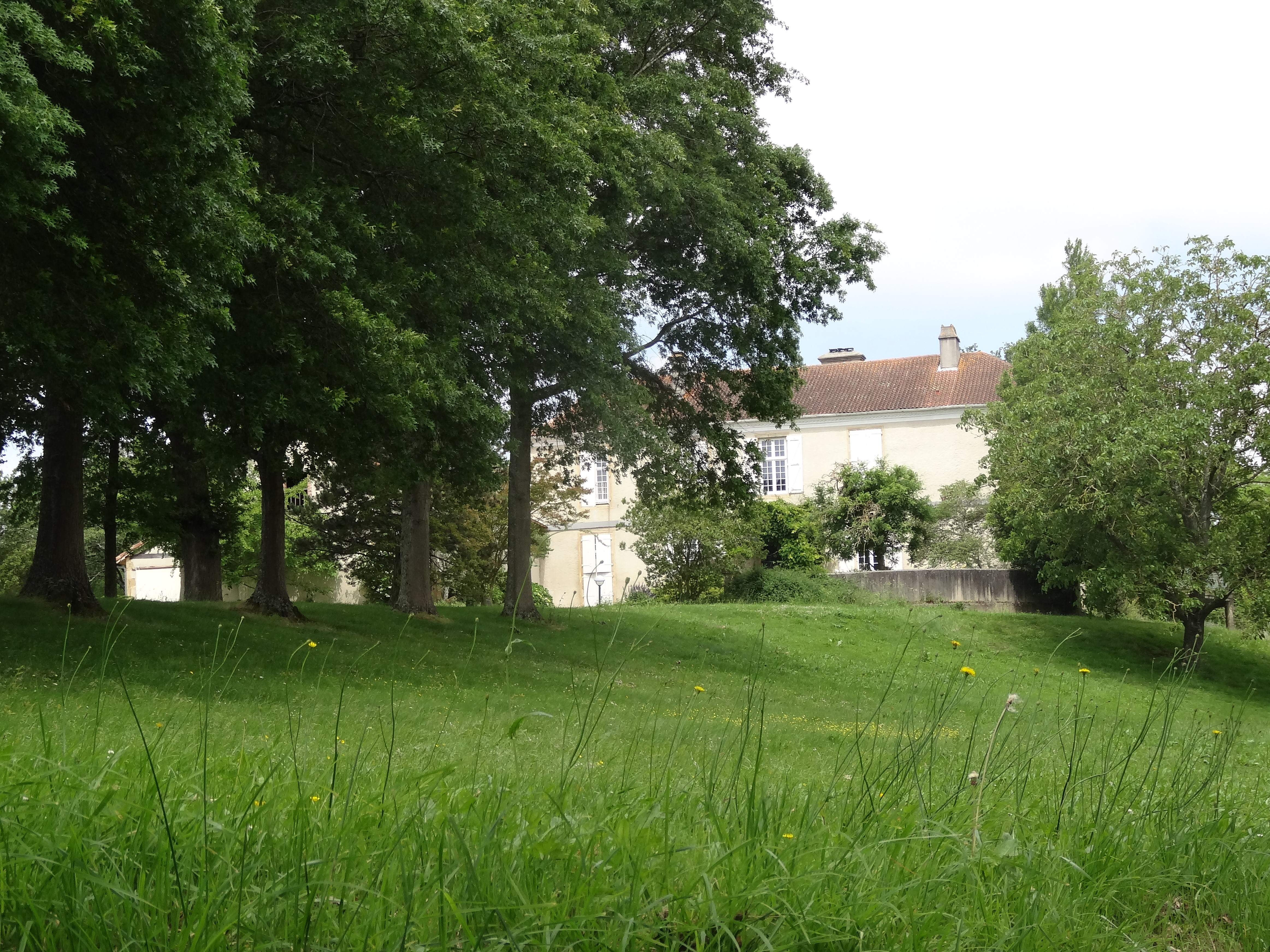
Aperçu du château.
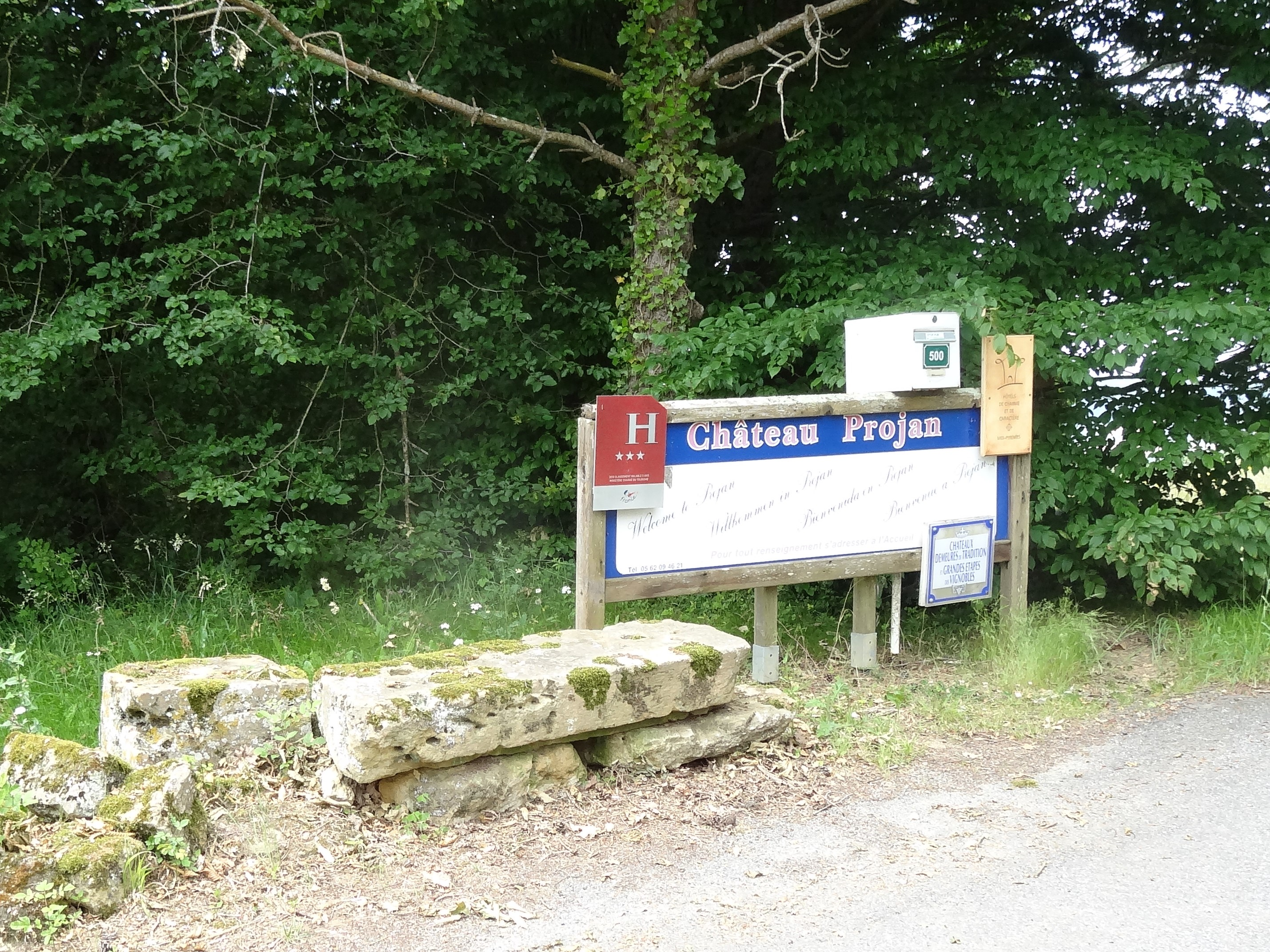
Panneau à l’entrée.

### Héraldique
|  | Les armoiries de Projan se blasonnent ainsi : D'azur à une porte d'or, maçonnée de sable, ouverte du champ ; au chef cousu de gueules chargé de 3 épées d'argent posées en sautoir et en pal, accostées de 2 feuilles de chêne d'or, celle de dextre posée en bande et celle de senestre en barre. Création JP Fernon. Adoption septembre 2012 |